# Changfeng Motor
GAC Changfeng Motor Co Ltd es un fabricante de automóviles chino propiedad total de GAC Group, pero que se originó como una rama del Ejército Popular de Liberación. Changfeng producía principalmente camiones ligeros y, a partir de 2008, la mayoría de sus ventas se habían realizado al estado chino.
La empresa ha fabricado copias de Mitsubishi Pajero construidas bajo licencia que se venden en China bajo la marca Mitsubishi, así como variaciones de Pajero que llevan la marca Lièbào, que significa guepardo, el nombre de Lièbào se transformó más tarde en Leopaard.   También ofrecen dos variaciones de camionetas Mitsubishi: Fine y Flying.  El Kylin era un hatchback compacto ofrecido durante una breve empresa conjunta de tres años con Bird Technology, un fabricante chino de teléfonos móviles. Su nombre, de una bestia mítica china, el qilin.  El Kylin se incluyó en la aparición de Changfeng en el Salón del Automóvil de Detroit en 2008.